# فرداو
فرداو (بالألمانية: Werdau) هي بلدة ألمانية و Grosse Kreisstadt تقع في ساكسونيا في ألمانيا. يقدر عدد سكانها بـ 23,467 نسمة .

## المدن التوأمة
مدن روتنباخ آن در بغنيتز و كمبن ألمانيا هي مدن توأمة لفرداو.

## معرض صور

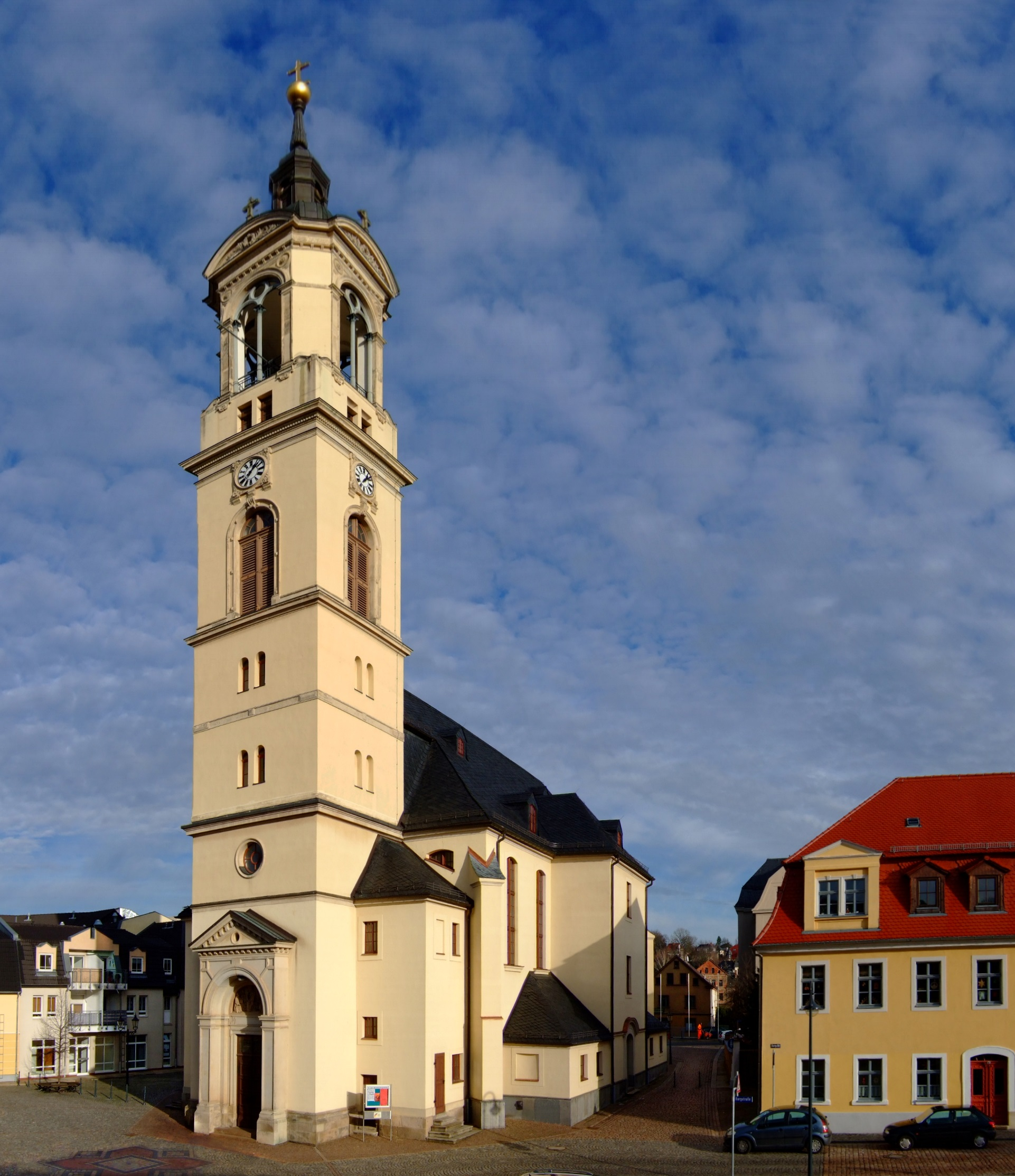
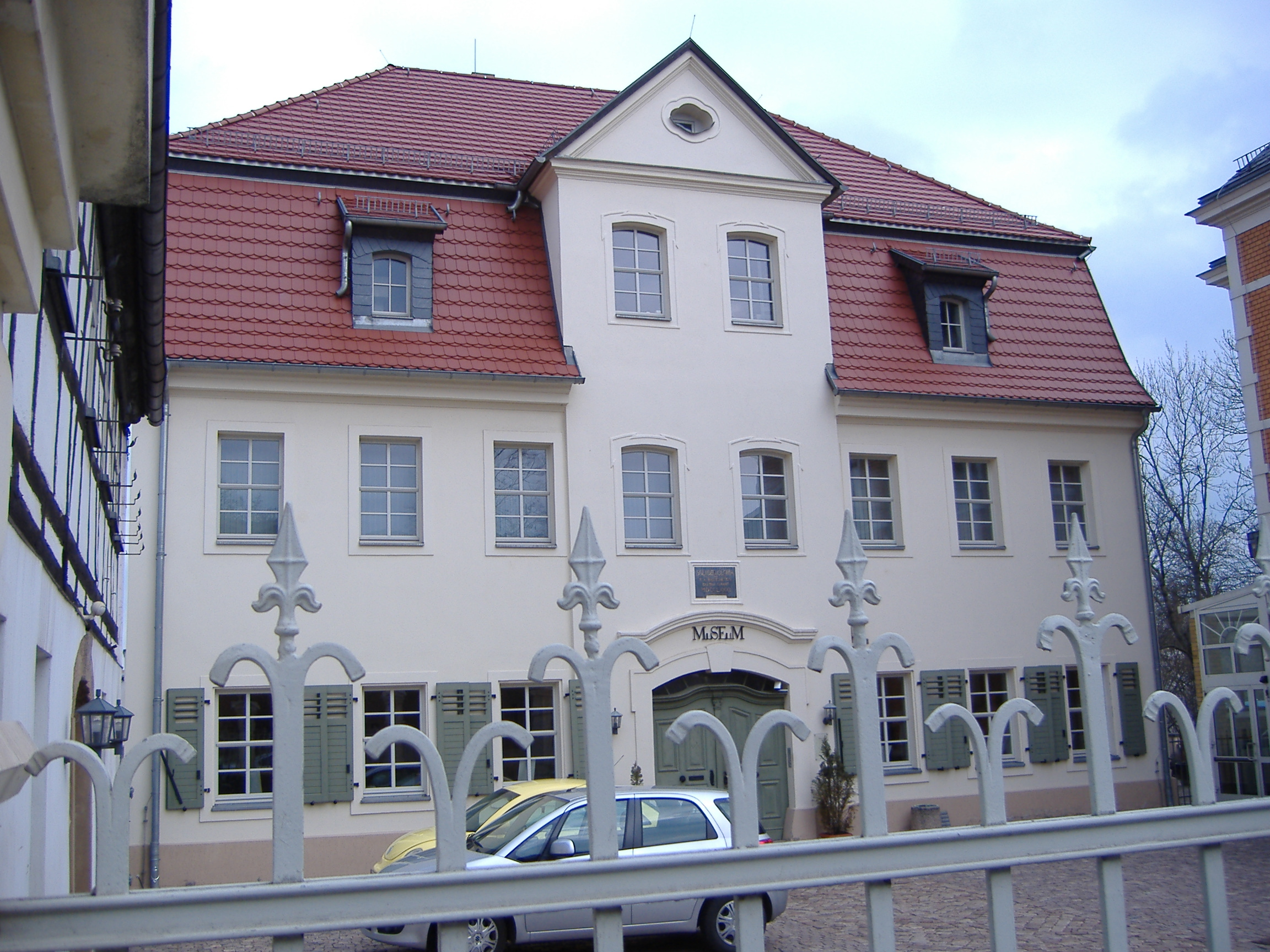
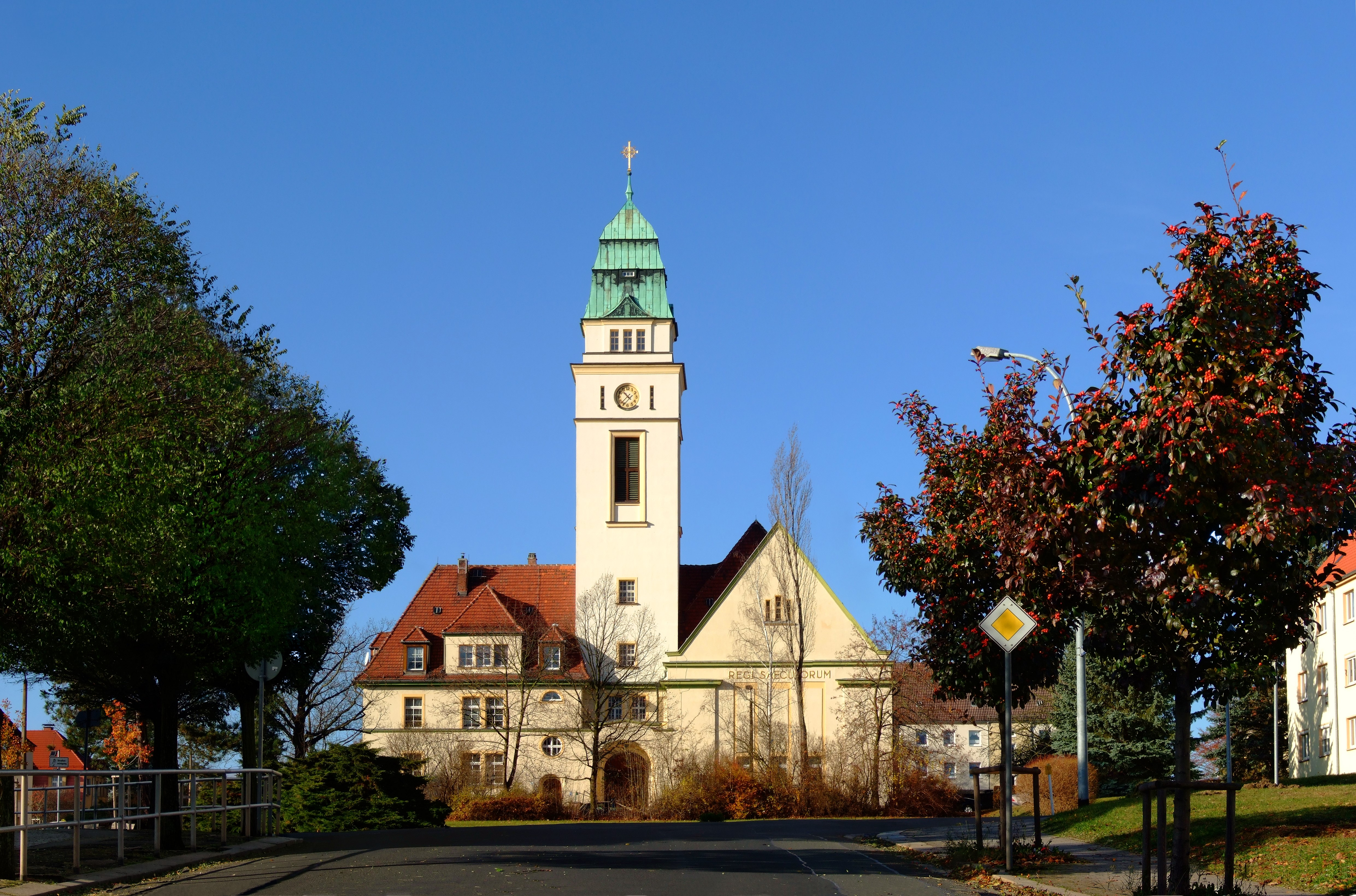
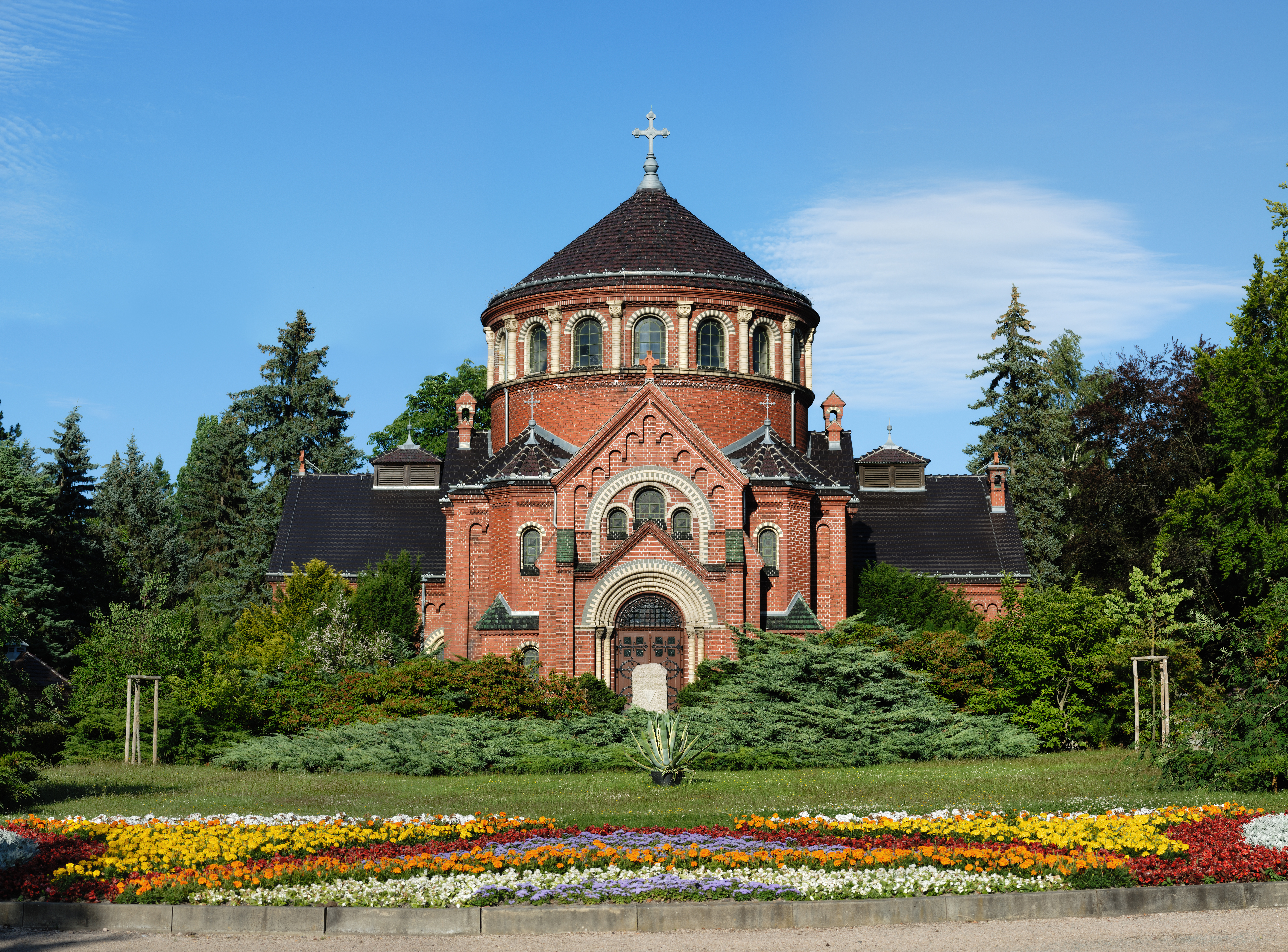
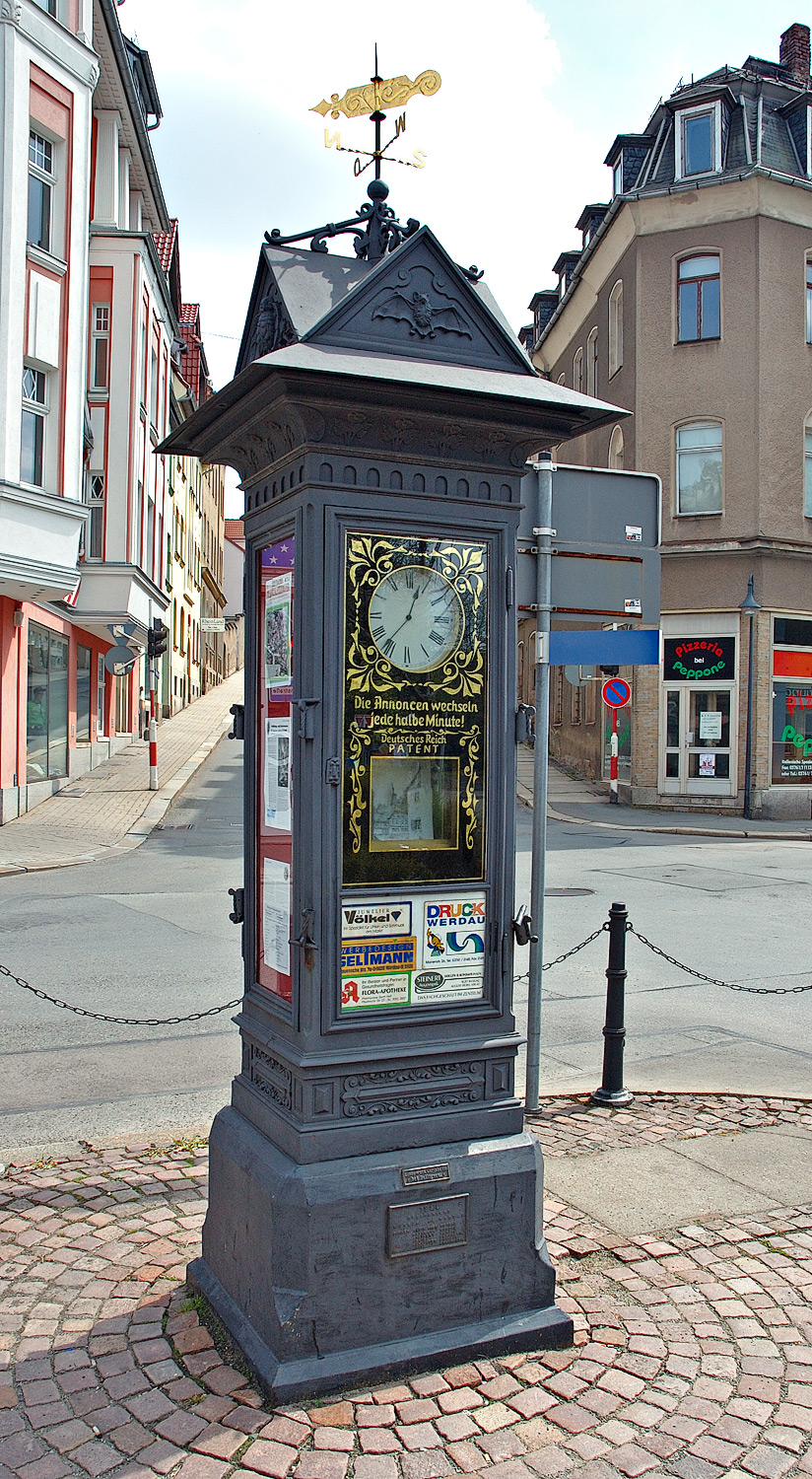

## أعلام
- توشتن بيترمان
- فلوريان ريديل
- كارل هاينز وولف